# Géologie de Madagascar

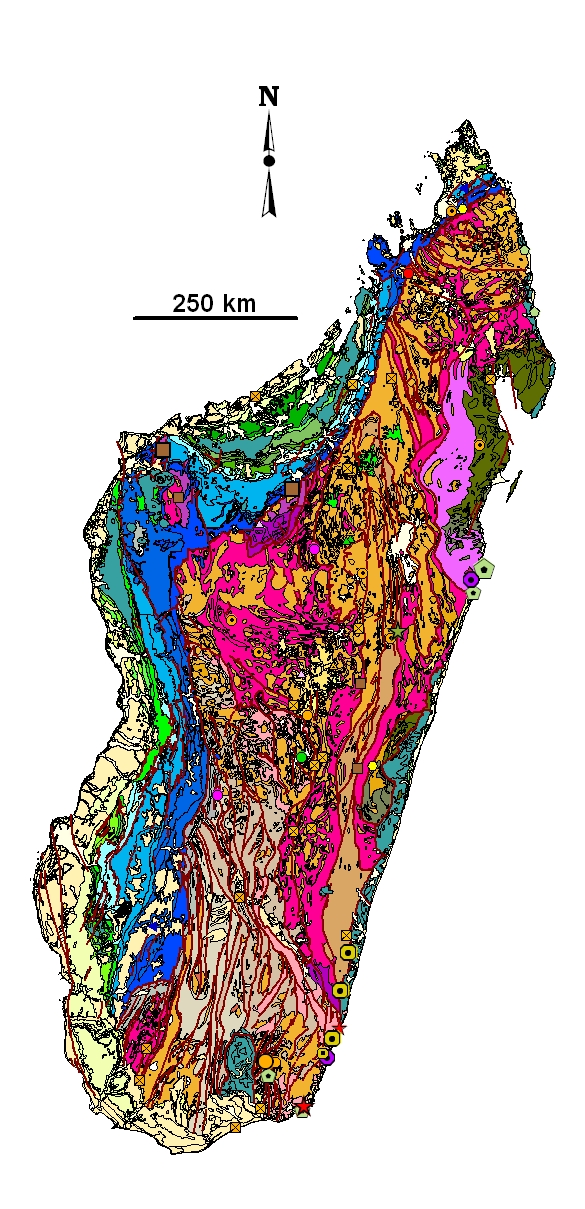
Carte géologique de Madagascar

La géologie de Madagascar correspond à la composition, la structure et l'évolution des couches internes et externes des roches situées dans le pays et de l'île du même nom, ainsi que de ses îles côtières. Cette géologie se caractérise par une variété de roches datant du Précambrien qui constituent la plus grande partie de l'Est et du centre de l'île. Elles-mêmes sont percées par des intrusions de basaltes et des rhyolites du Mésozoïque au Cénozoïque. En revanche, l'ouest de l'île est formée de roches sédimentaires du Carbonifère au Quaternaire. Des roches de l'Archéen se trouvent au nord-est de l'île, vers le sud de la zone de cisaillement de Ranotsara. Les roches du nord de Madagascar sont des ceintures de roches vertes formées pendant l'Archéen ou le Paléoprotérozoïque.

## Tectonique
Une ceinture de cisaillement senestre orientée NO-SE sépare les terranes crustales Nord et Sud. La zone de cisaillement ductile d'Ampanihy a été créée par des événements d'aplatissement associés au métamorphisme du granulite, au plissement isoclinal, à l'aplatissement des fourreaux, aux foliations raides à verticales et à la géométrie en fourreau des corps anorthosites de massif:144.

## Paléontologie
- La formation de Maevarano (en), datée de la fin du Maastrichtien, a fourni un assemblage faunistique diversifié, notamment la grenouille géante Beelzebufo ampinga, des mammifères gondwanathériens, des dinosaures, des crocodiliens et d'autres groupes.
- La formation d'Isalo III (en) du Jurassique moyen contient des fossiles de dinosaures.
- La flore typique des Glossoptères du Gondwana se trouve dans les formations permiennes de Madagascar.
- Les quatre principaux bassins sédimentaires mésozoïques, le Bassin de Diego, le Bassin de Majunga, le Bassin de Morondava et le Bassin de la Côte Est, contiennent des faunes variées d'ammonites du Permo–Trias[3], du Jurassique[4] et du Crétacé.

## Géologie économique
Madagascar est le premier producteur mondial de pierres précieuses colorées, notamment le saphir, le rubis, les tourmalines multicolores, l'émeraude, l'améthyste, la cordiérite, l'aigue-marine et le grenat. Madagascar est également une source importante de graphite, ce qui en fait le deuxième producteur d'Afrique. En plus, Madagascar est le troisième producteur africain de chromite. De l'oxyde de titane se trouve en grandes quantités dans les sables de plage situés près de Toalagnaro, mais il faudrait détruire 75% de la forêt côtière de cette zone pour l'exploiter, ce qui n'a pas été fait. 
De vastes gisements de pétrole se trouvent à l'ouest de Madagascar, mais leur extraction nécessiterait l'injection de vapeur, ce qui est à la fois technologiquement difficile et coûteux. Les gisements de pétrole de Tsimiroro et de Bemolanga sont estimés à 11,5 milliards de barils.